# Nick Zano
Nick Zano, właściwie Nicholas Crapanzano (ur. 8 marca 1978 w Nutley w stanie New Jersey), jest amerykańskim aktorem oraz producentem telewizyjnym i filmowym.

## Życiorys
Zainteresował się kinem w wieku dwunastu lat, po obejrzeniu filmu Martina Scorsese Chłopcy z ferajny (Goodfellas, 1990). Jego rodzina przeniosła się do West Palm Beach. Ukończył Wellington High School w Wellington w stanie Floryda. Dorabiał jako sprzedawca butów, zanim trafił na duży ekran w biograficznym dramacie kryminalnym Stevena Spielberga Złap mnie, jeśli potrafisz (Catch Me If You Can, 2002) z Leonardo DiCaprio, Tomem Hanksem, Christopherem Walkenem i Jamesem Brolinem.
Był korespondentem w MTV News. Przełom w jego karierze nastąpił po tym, jak zaczął prowadzić w amerykańskim MTV program Movie House. Najlepiej znany jest jako Vince z serialu telewizyjnego Warner Bros. Siostrzyczki (What I Like About You, 2003-2006), w Polsce emitowanego przez telewizję TVN Siedem. Pojawił się w serialu stacji CBS Siódme niebo (7th Heaven, 2007) oraz w filmach Wszystko, czego pragniesz (Everything You Want, 2005), College (2008) i Oszukać przeznaczenie 4 (The Final Destination, 2009).

## Filmografia
- Św. Mikołaj potrzebny od zaraz (Desperately Seeking Santa, 2011) − David Morretti
- Melrose Place (2010) − dr Drew Pragin
- Oszukać przeznaczenie 4 (The Final Destination, 2009) – Hunt
- Cziłała z Beverly Hills (Beverly Hills Chihuahua, 2008) – Bryan
- College (2008) – Teague
- Prześladowca 2 (Joy Ride: Dead Ahead, 2008) – Bobby
- My Sexiest Year (2007) – Pierce
- Siostrzyczki (What I Like Abouy You, 2003-2006) – Vince
- Wszystko, czego pragniesz (Everything You Want, 2005) – Quinn Andrews
- Gruby Albert (Fat Albert, 2004) – Camera Salesman
- Pogoda na miłość (One Tree Hill, 2003) – on sam
- Złap mnie, jeśli potrafisz (Catch Me If You Can (2002) (poza czołówką) – James